# Edmir Sali
Edmir Sali (Valona, 7 agosto 1997) è un calciatore albanese, portiere della Dinamo Tirana.

## Carriera
Il 1º luglio 2023 viene acquistato a titolo definitivo dalla squadra albanese della Dinamo Tirana.

## Statistiche

### Presenze e reti nei club
Statistiche aggiornate al 30 marzo 2023.
| Stagione                 | Squadra                  | Campionato               | Campionato | Campionato | Coppe nazionali | Coppe nazionali | Coppe nazionali | Coppe continentali | Coppe continentali | Coppe continentali | Altre coppe | Altre coppe | Altre coppe | Totale | Totale |
| Stagione                 | Squadra                  | Comp                     | Pres       | Reti       | Comp            | Pres            | Reti            | Comp               | Pres               | Reti               | Comp        | Pres        | Reti        | Pres   | Reti   |
| ------------------------ | ------------------------ | ------------------------ | ---------- | ---------- | --------------- | --------------- | --------------- | ------------------ | ------------------ | ------------------ | ----------- | ----------- | ----------- | ------ | ------ |
| 2014-2015                | Flamurtari Valona        | KS                       | 1          | -1         | CA              | 0               | 0               | -                  | -                  | -                  | -           | -           | -           | 1      | -1     |
| 2015-2016                | Flamurtari Valona        | KS                       | 0          | 0          | CA              | 0               | 0               | -                  | -                  | -                  | -           | -           | -           | 0      | 0      |
| 2016-gen. 2017           | Flamurtari Valona        | KS                       | 0          | 0          | CA              | 0               | 0               | -                  | -                  | -                  | -           | -           | -           | 0      | 0      |
| gen.-giu. 2017           | Oriku                    | KD                       | 0+1        | 0 + -2     | CA              | 0               | 0               | -                  | -                  | -                  | -           | -           | -           | 1      | -2     |
| 2017-2018                | Flamurtari Valona        | KS                       | 4          | -9         | CA              | 3               | -4              | -                  | -                  | -                  | -           | -           | -           | 7      | -13    |
| 2018-gen. 2019           | Flamurtari Valona        | KS                       | 0          | 0          | CA              | 0               | 0               | -                  | -                  | -                  | -           | -           | -           | 0      | 0      |
| Totale Flamurtari Valona | Totale Flamurtari Valona | Totale Flamurtari Valona | 5          | -10        |                 | 3               | -4              |                    | -                  | -                  |             | -           | -           | 8      | -14    |
| gen.-giu. 2019           | Laçi                     | KS                       | 0          | 0          | CA              | 1               | -1              | -                  | -                  | -                  | -           | -           | -           | 1      | -1     |
| 2019-2020                | Laçi                     | KS                       | 1          | -2         | CA              | 2               | 0               | UEL                | 0                  | 0                  | -           | -           | -           | 3      | -2     |
| 2020-2021                | Laçi                     | KS                       | 2          | -2         | CA              | 0               | 0               | UEL                | 0                  | 0                  | -           | -           | -           | 2      | -2     |
| Totale Laçi              | Totale Laçi              | Totale Laçi              | 3          | -4         |                 | 3               | -1              |                    | 0                  | 0                  |             | -           | -           | 6      | -5     |
| 2021-2022                | Kastrioti                | KS                       | 28         | -30        | CA              | 0               | 0               | -                  | -                  | -                  | -           | -           | -           | 28     | -30    |
| 2022-2023                | Kastrioti                | KS                       | 35         | -44        | CA              | 0               | 0               | -                  | -                  | -                  | -           | -           | -           | 35     | -44    |
| Totale Kastrioti         | Totale Kastrioti         | Totale Kastrioti         | 63         | -74        |                 | 0               | 0               |                    | -                  | -                  |             | -           | -           | 63     | -74    |
| 2023-2024                | Dinamo Tirana            | KS                       | 19         | -20        | CA              | 2               | -1              | -                  | -                  | -                  | -           | -           | -           | 21     | -21    |
| Totale carriera          | Totale carriera          | Totale carriera          | 90+1       | -108 + -2  |                 | 8               | -6              |                    | 0                  | 0                  |             | -           | -           | 99     | -116   |

## Palmarès

### Club

#### Competizioni nazionali
- Coppa d'Albania: 1

Dinamo Tirana: 2024-2025